# Nicolae Ciucă
Nicolae Ionel Ciucă (ur. 7 lutego 1967 w m. Plenița w okręgu Dolj) – rumuński wojskowy, generał, w latach 2015–2019 szef sztabu generalnego, w latach 2019–2021 minister obrony narodowej, w grudniu 2020 pełniący obowiązki, a od listopada 2021 do czerwca 2023 premier Rumunii, w latach 2022–2024 przewodniczący Partii Narodowo-Liberalnej, od 2023 do 2024 przewodniczący Senatu.

## Życiorys
W 1985 ukończył liceum wojskowe w Krajowie, a w 1988 szkołę oficerską Școala Militară de Ofițeri Activi „Nicolae Bălcescu” w Sybinie. Absolwent licznych kursów i szkoleń w uczelniach wojskowych. Doktorat z zakresu nauk wojskowych uzyskał w 2003 na Uniwersytecie Obrony Narodowej im. Karola I w Bukareszcie. Długoletni żołnierz sił zbrojnych Rumunii, w 2015 otrzymał najwyższy stopień generalski. W trakcie swojej kariery brał udział w misjach w Angoli, Bośni i Hercegowinie, Afganistanie oraz Iraku, gdzie w 2004 dowodził wojskami rumuńskimi w pierwszej po II wojnie światowej bitwie z udziałem żołnierzy swojego kraju.
W 2007 został zastępcą dowódcy brygady wojsk zmechanizowanych, następnie od 2009 pełnił funkcję jej dowódcy. W latach 2011–2014 dowodził dywizją piechoty. W październiku 2014 powołany na zastępcę szefa sztabu generalnego, a w styczniu 2015 objął funkcję szefa sztabu generalnego, najwyższe wojskowe stanowisko w siłach zbrojnych. W grudniu 2018 prezydent Klaus Iohannis przedłużył mu kadencję o rok, co doprowadziło do sporu z socjaldemokratyczną premier Vioriką Dăncilą.
W październiku 2019 został ogłoszony kandydatem na ministra obrony narodowej w tworzonym wówczas rządzie Ludovika Orbana, lidera Partii Narodowo-Liberalnej. W tym samym miesiącu przeszedł do rezerwy. W listopadzie 2019 rozpoczął urzędowanie na stanowisku ministra. Pozostał na tej funkcji również w utworzonym w marcu 2020 drugim gabinecie dotychczasowego premiera.
W wyborach w 2020 uzyskał mandat senatora. 7 grudnia 2020, dzień po wyborach, które według wstępnych wyników wygrała opozycyjna Partia Socjaldemokratyczna, Ludovic Orban ogłosił swoją rezygnację z funkcji premiera. Tego samego dnia Nicolae Ciucă decyzją prezydenta Klausa Iohannisa został pełniącym obowiązki premiera. Wykonywał je do 23 grudnia 2020, kiedy to powołany został rząd Florina Cîțu. W nowym gabinecie z rekomendacji PNL utrzymał stanowisko ministra obrony narodowej. W październiku 2021 w trakcie kryzysu politycznego otrzymał misję utworzenia nowego rządu, która zakończyła się jednak niepowodzeniem.
Ostatecznie w listopadzie 2021 PNL porozumiała się z Partią Socjaldemokratyczną i UDMR. Nicolae Ciucă został wspólnym kandydatem tych ugrupowań na premiera. 22 listopada został desygnowany na ten urząd, a następnie przedstawił kandydatów na członków gabinetu. 25 listopada nowy rząd został zatwierdzony przez parlament – za zagłosowało 318 posłów do Izby Deputowanych oraz członków Senatu. Gabinet Nicolae Ciuki rozpoczął funkcjonowanie tego samego dnia po tym, jak prezydent Klaus Iohannis podpisał dekret o jego powołaniu i dokonał zaprzysiężenia członków rządu.
W kwietniu 2022 wybrany na nowego przewodniczącego Partii Narodowo-Liberalnej. 12 czerwca 2023 ustąpił z funkcji premiera, realizując umowę koalicyjną przewidującą zastąpienie go przez przedstawiciela socjaldemokratów w trakcie trwającej kadencji parlamentu. Następnego dnia został wybrany na przewodniczącego Senatu; kierował tą izbą do grudnia 2024.
W 2024 wystartował jako kandydat PNL w wyborach prezydenckich. W pierwszej turze z listopada otrzymał 8,8% głosów, zajmując 5. miejsce spośród 14 zarejestrowanych pretendentów. Jeszcze w tym samym miesiącu zrezygnował z funkcji przewodniczącego partii. W wyborach parlamentarnych w 2024 z powodzeniem ubiegał się o senacką reelekcję. Nie wystartował w wyborach prezydenckich w 2025 (rozpisanych na skutek unieważnienia poprzednich wyborów przed drugą turą); jego partia wraz z innymi koalicjantami wsparła wówczas Crina Antonescu.

## Odznaczenia
- Oficer Orderu Gwiazdy Rumunii (cywilny, 2019)[20][21]
- Kawaler Orderu Gwiazdy Rumunii (wojskowy, 2016)[21][20]
- Komandor Orderu Zasługi[21]
- Oficer Orderu Zasługi (wojskowy, 2010)[20][21]
- Kawaler Orderu Zasługi (wojskowy, 2002)[20][21][22]
- Oficer Orderu Cnoty Wojskowej (2017)[20][21]
- Kawaler Orderu Cnoty Wojskowej (2012)[20][21]
- Odznaki honorowe: Emblema Onoarea Armatei României, Emblema de Onoare a Statului Major General, Emblema de Onoare a Forţelor Terestre, Emblema de Onoare a Forţelor Aeriene, Emblema de Onoare a Forţelor Navale, Emblema de Onoare a Informaţiilor Militare, Emblema de Onoare a Comunicaţiilor şi Informaticii, Emblema de Onoare a Logisticii, Emblema de Onoare a Medicinei Militare[21]
- Odznaki: Semnul onorific „În Serviciul Patriei” pentru 15, 20 şi 25 de ani de activitate, Emblema de merit „În Serviciul Armatei României” III klasy, Emblema de merit „În Slujba Păcii” III klasy, Emblema de merit „Ştiinţa Militară” I klasy[21]
- Komandor Orderu Narodowy Zasługi (Francja, 2019)[21][22][23]
- Oficer Legii Zasługi (Stany Zjednoczone, 2020)[21][24]
- Medal W Służbie Pokoju za misję UNAVEM (Organizacja Narodów Zjednoczonych)[21][25]